# Улица Заря (Казань)
Улица Заря (тат. Заря урамы, Zarä uramı) — улица в Советском районе Казани. 

## География
Начинаясь недалеко от здания приборостроительного конструкторского бюро (Сибирский тракт, 1), пересекает улицы Пионерская, Дружбы и Попова; заканчивается пересечением с улицей 8 Марта.

## История
Улица возникла в первой половине 1950-х годов под названием Односторонка временного жилпосёлка, по расположению на крайнем западе жилпосёлка Компрессорного завода.
Бо́льшая часть улицы была застроена в конце 1950-х — 1960-х годов, домами в сталинском стиле в начале улицы, и хрущёвками на остальной её части; в тот же период, решением исполкома Казгорсовета № 413 от 14 июля 1961 года улице присвоено её современное название.
В 1990-е — начале 2000-х годов часть домов в начале улицы были снесены в рамках программы ликвидации ветхого жилья. В конце 1990-х — начале 2010-х годов были построены несколько новых жилых домов (в том числе и нас месте снесённых); некоторые организации-застройщики обанкротились вскоре после постройки домов.
С момента образования входит в состав Молотовского (с 1957 года Советского) района.

## Примечательные объекты
- №№ 2, 3, 4, 5, 5а, 7, 8, 9, 10/2, 12/1, 14, 16 — жилые дома компрессорного завода.[14]
- № 3а — бывшее общежитие компрессорного завода.[15]
- № 6 (снесён) — ясли № 6 компрессорного завода.[16]
- № 11 — школа-интернат № 4.

## Транспорт
Общественный транспорт по улице не ходит. Ближайшие остановки общественного транспорта — «Пионерская», «Попова», «Национальных архив» (автобус, трамвай, троллейбус), — находится на улице Сибирский тракт.

## Известные жители
В доме № 4 проживал лауреат Госпремии СССР Владимир Шнепп.